# Johannes Thurnher
Johannes Thurnher (auch: Johann Thurnher; * 10. Dezember 1838 in Dornbirn-Haselstauden; † 22. September 1909 in Dornbirn) war ein österreichischer Kaufmann, Weinhändler und Politiker. Er war von 1873 bis 1891 konservativer Abgeordneter im Österreichischen Abgeordnetenhaus des Reichsrates und von 1870 bis 1902 Abgeordneter zum Vorarlberger Landtag.

## Leben
Thurnher besuchte zunächst die Volksschule in Haselstauden und absolvierte danach die zweiklassige Unterrealschule in Dornbirn. Er bildete sich am Handelsinstitut in Lindau weiter und trat schließlich als Buchhalter in die Weinhandlung seines unverheirateten Onkels Mathäus Thurnher (*  28. August 1792; † 11. April 1878) ein.
Thurnher wurde Mitglied im Dornbirner Gemeindeausschuss und wirkte als konservativer Abgeordneter der Landgemeinden für den Wahlbezirk Feldkirch-Dornbirn im Vorarlberger Landtag, dem er von 1870 bis 1902 angehörte. Gleichzeitig war er zwischen 1871 und 1902 Mitglied im Landesausschuss. Er wurde 1873 zum Abgeordneten des Österreichischen Abgeordnetenhauses gewählt und wurde am 10. Dezember 1873 als Abgeordneter angelobt. Er gehörte in der Folge dem Reichsrat zwischen der 8. und 10. Session bzw. der V. und VII. Legislaturperiode durchgehend an und schied mit Ablauf der Reichsratssaison 1891 aus diesem aus. Während seiner Zugehörigkeit zum Abgeordnetenhaus schloss er sich der Rechtspartei an und setzte er sich insbesondere für das Land Vorarlberg relevante Themen wie die Gebäudesteuer oder die Hochwasserkatastrophe ein. Des Weiteren lagen ihm die „religiöse  Erbauung“ des Volkes und der Soldaten am Herzen.
Thurnher engagierte sich auch als Leiter der Zeitschrift „Die Vereinsblüthen“ (später „Landbote“) und war Mitinitiator des 1888 gegründeten Lehrerseminars. Er war zudem Mitglied des Landesschulrates, Mitglied der Tirol-Vorarlberger Landesverteidigungs-Oberbehörde sowie Mitglied im Piusverein, in der Vinzenzkonferenz, im Elisabethen-Verein und im Kneipverein. Darüber hinaus war er Mitbegründer des katholischen Pressvereins und Gründungsmitglied des Katholisch-politischen Volksvereins. Im  Volksverein war er auch 1872 bis 1888 Vorstand, trat jedoch danach nach Konflikt mit Generalvikar Johannes Zöbl aus dieser Funktion zurück. Zudem war Thurnher Gründer und Vorstand des konstitutionell-katholischen Bürgercasinos Dornbirn.

## Privates
Johannes Thurnher war der Sohn des Landwirts und Fuhrmanns Josef Anton Thurnher (1782–1870) und dessen Gattin Maria Christina Ölz (1811–1854), wobei seine Eltern ebenfalls in Haselstauden bzw. Dornbirn geboren wurden und starben. Er heiratete am 8. Juli 1879 in Dornbirn die in Feldkirch geborene Christina Amalia Lins (1855–1893) und wurde in der Folge Vater von sechs Söhnen und vier Töchtern, die zwischen 1881 und 1891 geboren wurden. Nach dem frühen Tod seiner Ehefrau initiierte Thurnher die private Mädchenschule „Amalienhof“, die nach seiner verstorbenen Gattin benannt wurde. Auch einige seiner 10 Kinder verstarben bereits im frühen Kindesalter, während einer seiner Söhne als Offizier im Ersten Weltkrieg fiel. Sein Sohn Konrad war wiederum Feldkurat in Südtirol und danach Barackenpfarrer in Wien, während Thurnhers Kinder Maria, Remigius und Stanislaus den auch im 21. Jahrhundert noch bestehenden Weinhandel weiterführten. Johannes Thurnher heiratete am 13. August 1895 in Dornbirn Josefine Schönach (1849–1936), wobei seine zweite Ehe kinderlos blieb.

## Auszeichnungen
- Ehrenbürger der Gemeinde Buch (1870)